# Janez Jazbec
Janez Jazbec (Kranj, 27 dicembre 1984) è un ex sciatore alpino sloveno specialista dello slalom gigante.

## Biografia

### Stagioni 2000-2011
Jazbec, originario di Križe di Novo Mesto e attivo in gare FIS dal novembre del 1999, gareggiò per la nazionale slovena in Coppa Europa dal 19 dicembre 2003, quando debuttò nello slalom speciale di Donnersbachwald senza qualificarsi per la seconda manche.
Durante la stagione 2004-2005 disputò le sue prime gare in Coppa del Mondo: la prima il 19 dicembre 2004 in Alta Badia, senza comunque concludere la prova di slalom gigante. Il 2 dicembre 1999 arrivò per la prima volta a podio in Coppa Europa, con il 3º posto nello slalom gigante di Val Thorens; il 13 dicembre successivo, nello slalom gigante di Val-d'Isère, conquistò i primi punti nel massimo circuito internazionale, piazzandosi 21º nella gara vinta da Benjamin Raich. Nel febbraio seguente fu convocato per i XXI Giochi olimpici invernali di Vancouver 2010, sua unica presenza olimpica, in cui ottenne il 19º posto nella gara di slalom gigante.

### Stagioni 2012-2014
In Coppa Europa ottenne la sua unica vittoria nello slalom gigante di Méribel del 15 gennaio 2012 e il 18 febbraio seguente colse nella stessa specialità il suo miglior piazzamento in Coppa del Mondo: 18º a Bansko. La settimana successiva, il 24 febbraio, salì a Sella Nevea per l'ultima volta sul podio in Coppa Europa, sempre in slalom gigante (2º).
Nella sua unica partecipazione iridata, Schladming 2013, non terminò la prova di slalom gigante; all'inizio della stagione successiva prese per l'ultima volta il via sia in Coppa del Mondo, il 27 ottobre a Sölden (senza qualificarsi), sia in Coppa Europa, il 30 novembre a Trysil (senza concludere la seconda manche), sempre in slalom gigante. Si congedò dal Circo bianco alla fine della stagione successiva in occasione dello slalom gigante dei Campionati sloveni juniores 2014, disputato il 2 aprile a Krvavec e chiuso da Jazbec al 14º posto.

## Palmarès

### Coppa del Mondo
- Miglior piazzamento in classifica generale: 116º nel 2012

### Coppa Europa
- Miglior piazzamento in classifica generale: 23º nel 2012
- 3 podi:
  - 1 vittoria
  - 1 secondo posto
  - 1 terzo posto

#### Coppa Europa - vittorie
| Data            | Località | Paese   | Specialità |
| --------------- | -------- | ------- | ---------- |
| 15 gennaio 2012 | Méribel  | Francia | GS         |

Legenda:

GS = slalom gigante

### South American Cup
- Miglior piazzamento in classifica generale: 27º nel 2006
- 1 podio:
  - 1 secondo posto

### Campionati sloveni
- 6 medaglie[1]:
  - 3 argenti (supergigante nel 2004; slalom gigante nel 2012; slalom gigante nel 2013)
  - 3 bronzi (slalom gigante nel 2009; slalom gigante nel 2010; supercombinata nel 2012)